# (14567) Nicovincenti
(14567) Nicovincenti (1998 MQ8) – planetoida z pasa głównego asteroid okrążająca Słońce w ciągu 3,43 lat w średniej odległości 2,28 j.a. Odkryta 19 czerwca 1998 roku.